# Daredevil (sezon 1)
Pierwszy sezon amerykańskiego serialu Daredevil z 2015 roku na podstawie komiksów o postaci o tym samym imieniu wydawnictwa Marvel Comics opowiada historię Matta Murdocka, niewidomego prawnika, który dzięki wyczulonym pozostałym zmysłom i umiejętnościami walki wręcz, zwalcza przestępczość w Nowym Jorku jako zamaskowany superbohater Daredevil. Jego głównym antagonistą jest Wilson Fisk, który razem z chińską mafią narkotykową, japońską Yakuzą oraz Rosjanami handlującymi żywym towarem, próbuje wdrożyć swoją wizję odbudowy Hell’s Kitchen po ataku Chitauri na Nowy Jork.
Showrunnerem pierwszego sezonu był Steven S. DeKnight, a za produkcję odpowiadały ABC Studios, Marvel Television, DeKnight Productions i Goddard Textiles. Tytułową rolę zagrał Charlie Cox, a obok niego w głównych rolach wystąpili: Deborah Ann Woll, Elden Henson, Toby Leonard Moore, Vondie Curtis-Hall, Bob Gunton, Ajjelet Zurer, Rosario Dawson i Vincent D’Onofrio.
Pierwszy sezon Daredevila jest częścią franczyzy Filmowego Uniwersum Marvela i rozpoczyna Sagę Defenders. Całość pierwszego sezonu, składającego się z 13 odcinków, została udostępniona równocześnie 10 kwietnia 2015 roku w serwisie Netflix. Jeszcze w tym samym miesiącu poinformowano, że zamówiony został drugi sezon serialu, który pojawił się w 2016 roku. W Polsce całość sezonu została udostępniona 6 stycznia 2016 roku. Pierwszy sezon Daredevila otrzymał pozytywne oceny od krytyków, którzy wychwalali grę Coxa i D’Onofrio. Ponadto został nagrodzony Saturnem za najlepszy serial w nowych mediach oraz otrzymał 3 nominacje do Nagród Emmy.

## Obsada

### Główna
- Charlie Cox jako Matt Murdock / Daredevil, niewidomy prawnik, który prowadzi podwójne życie i samodzielnie wymierza sprawiedliwość jako Daredevil[4]. Skylar Gaertner(inne języki) zagrał Murdocka jako dziecko[5].
- Deborah Ann Woll jako Karen Page, młoda kobieta, która szukając sprawiedliwości trafia na Murdocka[6].
- Elden Henson jako Foggy Nelson, najlepszy przyjaciel i wspólnik Murdocka[7].
- Toby Leonard Moore jako James Wesley, prawa ręka Fiska[8].
- Vondie Curtis-Hall jako Ben Urich, dziennikarz śledczy pracujący dla „New York Bulletin”[8].
- Bob Gunton jako Leland Owlsley, finansista z Wall Street i księgowy Fiska[8].
- Ajjelet Zurer jako Vanessa Marianna, pracownica w galerii sztuki, która zaczęła spotykać się z Fiskiem[8].
- Rosario Dawson jako Claire Temple, pielęgniarka, która pomaga Murdockowi[8].
- Vincent D’Onofrio jako Wilson Fisk, wpływowy biznesmen i przestępca[9]. Cole Yensen zagrał Fiska jako dziecko[10].

### Drugoplanowa
- Peter McRobbie(inne języki) jako Paul Lantom, ksiądz katolicki i powiernik Murdocka[11].
- Rob Morgan(inne języki) jako Turk Berrett, drobny kryminalista pracujący dla Fiska[12].
- Royce Johnson(inne języki) jako Brett Mahoney, sierżant nowojorskiej policji, który przyjaźni się z Murdockiem i Nelsonem[13].
- Daryl Edwards(inne języki) jako Carl Hoffman, detektyw nowojorskiej policji, którego partnerem jest Blake[13].
- Chris Tardio(inne języki) jako Christian Blake, detektyw nowojorskiej policji, którego partnerem jest Hoffman[14].
- Wai Ching Ho(inne języki) jako Gao, starsza kobieta zajmująca się handlem heroiną i współpracująca z Fiskiem[12].
- Peter Shinkoda(inne języki) jako Nobu Yoshioka, biznesmen i szef Yakuzy, który współpracuje z Fiskiem[12].
- Nikolai Nikolaeff(inne języki) jako Vladimir Ranskahkov, członek rosyjskiej mafii i brat Anatolego[12].
- Susan Varon jako Josie, właścicielka baru, do którego chodzą Murdock, Nelson i Page[15].
- Geoffrey Cantor(inne języki) jako Mitchell Ellison, redaktor naczelny „New York Bulletin”[16].
- Adriane Lenox(inne języki) jako Doris Urich, schorowana żona Bena Uricha[15].
- Judith Delgado jako Elena Cardenas, klientka kancelarii Murdocka i Nelsona[17].
- Amy Rutberg(inne języki) jako Marci Stahl, była dziewczyna Nelsona z czasów szkolnych[18].
- Tom Walker jako Francis, szef ochrony Fiska[19][20].

### Gościnna
- John Patrick Hayden jako Jack Murdock, nieżyjący ojciec Murdocka, który był zawodowym bokserem[21].
- Gideon Emery jako Anatoly Ranskahkov, członek rosyjskiej mafii i brat Vladimira[12].
- Moises Acevedo jako Santino, sąsiad Claire Temple[15].
- Alex Falberg jako Semyon, najemnik pracujący dla rosyjskiej mafii[15].
- Kevin Nagle jako Roscoe Sweeney, członek irlandzkiej mafii, który odpowiada za śmierć Jacka Murdocka[15].
- Jack O’Connell jako Silvio[15].
- Suzanne H. Smart jako Shirley Benson, administratorka w Metro-General Hospital[22].
- Tony Naumovski(inne języki) jako Dmitry, członek rosyjskiej mafii[15].
- David Vedim jako Sergei, członek rosyjskiej mafii[15].
- Scott Glenn jako Stick, niewidomy mentor Murdocka[23].
- Matt Gerald(inne języki) jako Melvin Potter, mechanik, projektant i płatnerz, który tworzy pancerne ubrania[12].
- Domenick Lombardozzi(inne języki) jako Bill Fisk, ojciec Fiska[24].
- Phyllis Somerville jako Marlene Vistain, matka Fiska[15]. Angela Reed zagrała młodszą Marlene[10].
- Jonathan Walker jako Randolph Cherryh, skorumpowany senator[15].
- Kassia Miller jako M.Caldwell, sekretarka w „New York Bulletin”[25].

Twórca wielu postaci Marvel Comics, Stan Lee, pojawia się na zdjęciu jako kapitan nowojorskiej policji, Irving Forbush, w odcinku „Daredevil”. Ponadto prezenter telewizyjny, Pat Kiernan, zagrał samego siebie.

## Emisja
Pierwszy sezon serialu Daredevil, składający się z 13 odcinków, zadebiutował w całości 10 kwietnia 2015 roku w serwisie Netflix. Od 18 sierpnia 2015 roku platforma streamingowa, mimo jej braku dostępności w Polsce, wprowadziła możliwość oglądania pierwszego sezonu serialu z polskimi napisami lub z polskim lektorem. W Polsce całość sezonu została udostępniona 6 stycznia 2016 roku, wraz z uruchomieniem serwisu.
1 marca 2022 roku pierwszy sezon Daredevila wraz z pozostałymi sezonami i serialami Marvel Television został usunięty z Netfliksa na wszystkich rynkach. 16 marca został on udostępniony na Disney+ w Stanach Zjednoczonych, Kanadzie, Wielkiej Brytanii, Irlandii, Australii i Nowej Zelandii jako Saga Defenders, natomiast w Polsce pojawił się w tym serwisie 29 czerwca 2022 roku.
Pierwszy sezon Daredevila został wydany 8 listopada 2016 roku na DVD i Blu-ray w Stanach Zjednoczonych przez Walt Disney Studios Home Entertainment.

## Lista odcinków
| № | Nr | Tytuł                     | Tytuł polski      | Reżyseria          | Scenariusz                        | Premiera (Netflix) | Premiera w Polsce (Netflix) |
| --- | -- | ------------------------- | ----------------- | ------------------ | --------------------------------- | ------------------ | --------------------------- |
| 1 | 1  | Into the Ring             | Ring              | Phil Abraham       | Drew Goddard                      | 10 kwietnia 2015   | 6 stycznia 2016             |
| Od czasu ataku Chitauri na Nowy Jork przestępcy, w tym rosyjska i chińska mafia oraz japońska Yakuza, zawładnęli dzielnicą Hell’s Kitchen. Matt Murdock, który ma wyczulone pozostałe zmysły przez to że został oślepiony jako chłopiec w wypadku, zaczyna pod osłoną nocy walkę z rosnącą przestępczością w kostiumie mściciela, a za dnia prowadzi kancelarię adwokacką ze swoim przyjacielem, Foggym Nelsonem. Ich pierwszą klientką jest Karen Page, sekretarka firmy budowlanej Union Allied, która po przypadkowym odkryciu malwersacji w firmie została wrobiona w morderstwo swojego współpracownika, Daniela Fishera. Dzięki działaniom Murdocka Page zostaje wypuszczona z aresztu bez postawienia zarzutów, a następnie zostaje przez niego uratowana przed zabójcą. Następnie skandal w Union Allied zostaje ujawniony dzięki Benowi Urichowi z „New York Bulletin”, a Karen zostaje sekretarką w kancelarii Murdock & Nelson. James Wesley ukrywa zaangażowanie swojego pracodawcy w skandal Union Allied i zleca braciom Anatolijowi i Vladamirowi Ranskahov, liderom rosyjskiej mafii, pozbycie się zamaskowanego mściciela. Ci porywają chłopca, by zwabić Murdocka w pułapkę. |    |                           |                   |                    |                                   |                    |                             |
| 2 | 2  | Cut Man                   | Cutman            | Phil Abraham       | Drew Goddard                      | 10 kwietnia 2015   | 6 stycznia 2016             |
| Murdock jako chłopiec traci ojca, który jest bokserem. Jego ojciec, Jack, chce skończyć z walkami i po ostatniej, którą wygrywa, zostaje zamordowany. Po nieudanej próbie uratowania porwanego przez rosyjską mafię chłopca, Murdock zostaje odnaleziony w śmietniku przez pielęgniarkę Claire Temple. Nelson w tym czasie pociesza Page po jej ostatnich traumatycznych przeżyciach. Temple zabiera Murdocka do jej mieszkania, zszywa jego rany, zdejmuje jego maskę i odkrywa jego ślepotę. Murdock nie chce ujawnić swojej tożsamości, ale opowiada o swoich wyczulonych zmysłach, kiedy dostrzega, że rosyjska mafia przeszukuje okolicę, by go odnaleźć. Temple ukrywa Murdocka i próbuje przekonać przestępcę, że nic nie wie. Jednak Murdock wyczuwa, że ten jej nie wierzy i go obezwładnia. Razem z Temple zabierają go na dach i tam Murdock go torturuje w celu uzyskania informacji co do lokalizacji porwanego chłopca. Po wydobyciu od niego informacji zrzuca mężczyznę do śmietnika, tego samego, w którym sam wcześniej się znalazł. Murdock uwalnia chłopca pokonując przetrzymujących go przestępców.                                                                      |    |                           |                   |                    |                                   |                    |                             |
| 3 | 3  | Rabbit In A Snowstorm     | Królik w śnieżycy | Adam Kane          | Marco Ramirez                     | 10 kwietnia 2015   | 6 stycznia 2016             |
| Wesley wiedząc o zaangażowaniu Murdocka i Nelsona w skandal z Union Allied i pomocy Page, postanawia zatrudnić ich do obrony zabójcy, Johna Healya. Nelson nie chce przyjąć sprawy kryminalisty, jednak Murdock przekonuje go do przyjęcia sprawy, ponieważ chce użyć tej sprawy do poznania tożsamości pracodawcy Wesleya. Page otrzymuje ofertę pieniężną za milczenie od Union Allied i udaje się do Uricha, którego szef Mitchell Ellison zmusza do pisania opowiadań, by nie zajmował się demaskowaniem przestępstw. Page proponuje Urichowi, że może udzielić mu więcej informacji na temat Union Allied. Po udanej obronie Healya Murdock konfrontuje się z nim w kostiumie zmuszając do ujawnienia pracodawcy Wesleya, Wilsona Fiska. Healey, z obawy przed konsekwencjami zdradzenia tożsamości Fiska, popełnia samobójstwo. |    |                           |                   |                    |                                   |                    |                             |
| 4 | 4  | In the Blood              | We krwi           | Ken Girotti        | Christos Gage                     | 10 kwietnia 2015   | 6 stycznia 2016             |
| Murdock nie jest w stanie znaleźć żadnych informacji dotyczących Fiska, więc przesłuchuje przestępców w celu znalezienia odpowiedzi. Wesley informuje braci Ranskahov o ofercie Fiska, by pomóc im w działalności, i że przymyka on oczy na ich ostatnie niepowodzenia. Rozgniewani bracia, odwiedzają przestępcę zrzuconego z dachu przez Murdocka, a ten informuje ich o Claire Temple. Mafia porywa pielęgniarkę, jednak tej udaje się poinformować Murdocka o porwaniu. Rosjanie torturują Temple, by ta zdradziła tożsamość Murdocka. W tym czasie Murdock odnajduje ją i pokonuje wszystkich przestępców. Ranskahovie zgadzają się na propozycję Fiska, a Anatoly postanawia poinformować go o tym osobiście. Fisk w tym czasie jest na kolacji z Vanessą Marianną, kuratorką galerii. Kiedy Anatoly pojawia się w restauracji, Fisk poleca odwiezienie Vannessy do domu. Rozgniewany na Rosjanina zabija go i poleca Wesleyowi odesłać ciało do jego brata Vladimira. |    |                           |                   |                    |                                   |                    |                             |
| 5 | 5  | World on Fire             | Świat w ogniu     | Farren Blackburn   | Luke Kalteux                      | 10 kwietnia 2015   | 6 stycznia 2016             |
| Fisk wyjaśnia sytuację swoim sojusznikom, w tym przywódczyni chińskiej mafii, Gao, którą prosi o specjalną łaskę. Elena Cardenas zgłasza się do kancelarii Murdock & Nelson i prosi o pomoc w sprawie. Zamieszkuje ona budynek, który został zniszczony podczas bitwy o Nowy Jork, a jego właścicielem jest Armand Tulley, który próbuje siłą pozbyć się lokatorów. Nelson udaje się do prawników Tulleya. Okazuje się reprezentować go kancelaria Landman & Zack oraz była dziewczyna Nelsona, Marci Stahl. Wyjaśnia ona Nelsonowi, że Cardenas i reszta lokatorów mogą się zgodzić na ofertę Tulleya lub zostać eksmitowani. Murdock szukając skarg na Tulleya na komisariacie dowiaduje się, że detektywi Hoffman i Blake są skorumpowani. Murdock obezwładnia Blake’a i korzystając z jego telefonu odnajduje Vladimira. Fisk płaci Turkowi Barretowi, by ujawnił, że to Fisk zabił jego brata i ma się przygotować na wojnę przeciwko niemu. Kryjówka rosyjskiej mafii zostaje zniszczona w wyniku ataku samobójczego jednego z pracowników Gao. Vladimirowi udaje się przeżyć. Murdock odnajduje go, ale zostają otoczeni przez policję.                                                 |    |                           |                   |                    |                                   |                    |                             |
| 6 | 6  | Condemned                 | Potępieniec       | Guy Ferland        | Joe Pokaski Marco Ramirez         | 10 kwietnia 2015   | 6 stycznia 2016             |
| Murdock zajmuje się policją, kiedy ta próbuje zabić Vladimira na zlecenie Fiska. Zabiera go do opuszczonego magazynu licząc na informacje na temat Fiska. W tym czasie Nelson i Cardenas zostają ranni podczas zamachów. Z pomocą Temple, Murdock opatruje rany Vladimira. Krzyki Vladimira alarmują nieskorumpowanego policjanta, który informuje resztę policji o kryjówce Vladimira i mściciela. Magazyn zostaje otoczony. Blake i Hoffman przejmują kontrolę nad sytuacją i czekają na rozkazy Fiska. Murdock rozmawia z Fiskiem przez radio policyjne. Następnie Fisk wrabia Murdocka, kiedy siedzący na dachu snajper strzela do policjantów, w tym detektywa Blake’a. Vladimir, by pomścić śmierć brata, podaje Murdockowi informacje na temat księgowego Fiska, Lelanda Owlsleya. Murdockowi udaje się uciec. |    |                           |                   |                    |                                   |                    |                             |
| 7 | 7  | Stick                     | Stick             | Brad Turner        | Douglas Petrie                    | 10 kwietnia 2015   | 6 stycznia 2016             |
| Murdock tropi Owlsleya, ale rozprasza go przyjazd swojego mentora, Sticka, który uczył go opanować swoje zdolności jako dziecko. Stick prosi Murdocka o pomoc w unicestwieniu broni, którą Japończycy na czele z Nobu Yoshioką przywożą do Nowego Jorku. Stick zgadza się, że nie będzie zabijał i pod tym warunkiem Murdock zgadza się mu pomóc. Ten jednak łamie obietnicę i zabija Black Sky, broń, która okazuje się być chłopcem. Po walce w mieszkaniu Murdock pokonuje Sticka i zmusza go do opuszczenia miasta. Urich zgadza się na pomoc Page w ujawnieniu skandali w Hell’s Kitchen. Kiedy próbuje znaleźć powiązanie między ludźmi Tulleya, a Union Allied zostaje przez nich zaatakowana. Nelson jej pomaga i zostaje włączony w dochodzenie prowadzone przez Page i Uricha. Stick rozmawia z człowiekiem z bliznami na temat Murdocka. |    |                           |                   |                    |                                   |                    |                             |
| 8 | 8  | Shadows in the Glass      | Cień              | Stephen Surjik     | Steven S. DeKnight                | 10 kwietnia 2015   | 6 stycznia 2016             |
| Page i Nelson wprowadzają Murdocka w swój plan. Ten się zgadza pod warunkiem, że nie będą się narażać na niebezpieczeństwo i będą postępować zgodnie z prawem w uzyskiwaniu informacji. Owsley i Yoshioka spotykają się z Fiskiem, by omówić sytuację straty Black Sky. Fisk jest również zaniepokojony tym, że detektyw Blake wybudził się w szpitalu. Zleca Hoffmanowi zabicie go. Jednak ten zostaje obezwładniony przez Murdocka, a Blake udziela mu przed śmiercią niezbędnych informacji. Gao odwiedza Fiska i go ostrzega. Rozgniewany Fisk zwierza się Vanessie z tego, jak zabił własnego ojca. Marianna przekonuje Fiska, by ten wystąpił publicznie i przedstawił swoje intencje, by uratować dzielnicę. To przekreśliło wartość wszystkich informacji jakie zdobył Murdock od Blake’a, a które Urich miał opublikować. |    |                           |                   |                    |                                   |                    |                             |
| 9 | 9  | Speak of the Devil        | O wilku mowa      | Nelson McCormick   | Christos Cage Ruth Fletcher Gage  | 10 kwietnia 2015   | 6 stycznia 2016             |
| Po publicznym wystąpieniu Fiska, Murdock, Page, Nelson i Urich rozpoczynają poszukiwania informacji z jego przeszłości, które mogliby wykorzystać przeciwko niemu. Murdock odwiedza Mariannę w jej galerii, chcąc uzyskać jakieś informacje. Rozmowę przerywa Fisk. W zamian za obietnicę fragmentu miasta, Yoshioka zapewnia Fiskowi „specjalistę” do pozbycia się mściciela. Cardenas zostaje zamordowana przez narkomana. Murdock uświadamia sobie, że stał za tym Fisk, więc śledzi ćpuna do magazynu, gdzie zostaje zaatakowany przez „specjalistę”, którym okazuje się być sam Yoshioka. Murdock ledwo pokonuje Yoshiokę, przypadkowo paląc go żywcem. Następnie zostaje zaatakowany przez Fiska, przed którym ledwo udaje mu się uciec. Dociera do domu, gdzie zastaje Nelsona. |    |                           |                   |                    |                                   |                    |                             |
| 10 | 10 | Nelson v. Murdock         | Nelson i Murdock  | Farren Blackburn   | Luke Kalteux                      | 10 kwietnia 2015   | 6 stycznia 2016             |
| Po opatrzeniu ran przez Temple, Nelson konfrontuje się z Murdockiem odnośnie jego ślepoty i działań jako mściciela. Murdock wyjaśnia mu, że po doświadczeniu z „moralnością” w kancelarii Landman & Zack oraz po wykryciu dzięki wyczulonym zmysłom kazirodczego gwałciciela-pedofila, postanowił wziąć sprawy w swoje ręce. Od tego czasu robił wszystko, co mógł, by miasto stało się lepszym miejscem. Nelson opuszcza kancelarię. Urich, kiedy dostaje odmowną odpowiedź w sprawie dalszej hospitalizacji żony, otrzymuje propozycję lepiej płatnej posady redaktora i postanawia ją przyjąć, rezygnując z prowadzonego dochodzenia. Page próbując zmienić jego zdanie, zabiera go do ośrodka opieki, gdzie spotykają Malane Vistain, matkę Fiska, która opowiada o tym jak młody Wilson zabił ojca. Fisk w tym samym czasie znajduje się na gali charytatywnej, której celem jest zebranie pieniędzy na ofiary zamachów bombowych. Wielu gości, w tym Marianna zostaje na niej otrutych. |    |                           |                   |                    |                                   |                    |                             |
| 11 | 11 | The Path of the Righteous | Ścieżka prawości  | Nick Gomez         | Steven S. DeKnight Douglas Petrie | 10 kwietnia 2015   | 6 stycznia 2016             |
| Murdock nadal zmaga się z problemami z powodu poniesionych obrażeń. Żegna się z Temple, która postanawia wyjechać na jakiś czas z miasta. Z pomocą Barretta, Murdock odnajduje Melvina Pottera, niezrównoważonego psychicznie inżyniera, który został zmuszony do stworzenia pancernych garniturów dla Fiska. Prosi go o stworzenie kostiumu w zamian za powstrzymanie Fiska. Page chce ujawnić informacje, które otrzymali od matki Fiska. Wilson przebywa cały czas przy Mariannie w szpitalu. Wesley odbiera telefon od Vistain i dowiaduje się, że Page i Urich u niej byli. Porywa Page i próbuje ją szantażować. Kiedy Fisk dzwoni do Wesleya, ten nie odbiera. W tym czasie Page zabija go z jego własnej broni. |    |                           |                   |                    |                                   |                    |                             |
| 12 | 12 | The Ones We Leave Behind  | Pozostawieni      | Euros Lyn          | Douglas Petrie                    | 10 kwietnia 2015   | 6 stycznia 2016             |
| Posiadając informacje od Uricha Murdock odnajduje bazę heroiny Gao i niszczy ją. Gao postanawia powrócić do Chin. Ludzie Fiska odnajdują Wesleya, a pogrążony w żałobie Wilson Fisk zauważa, że ostatnią osobą, z którą jego przyjaciel rozmawiał była jego matka. Dla bezpieczeństwa Fisk wysyła matkę za granicę. Nie jest jednak w stanie przekonać do tego Marianny. Nelson kontynuuje samotnie dochodzenie prosząc Stahl o pomoc. Page przekonuje Uricha by napisał artykuł, jednak ten zostaje odrzucony przez Ellisona. Kiedy Urich oskarża przełożonego o to, że jest opłacony przez Fiska, zostaje zwolniony. Urich postanawia założyć blog, na którym zamierza zdemaskować Fiska. Wilson zostaje poinformowany przez „wtyczkę” w gazecie o tym, że to Urich odwiedził jego matkę. Rozgniewany Fisk włamuje się do mieszkania Uricha i morduje go. |    |                           |                   |                    |                                   |                    |                             |
| 13 | 13 | Daredevil                 | Daredevil         | Steven S. DeKnight | Steven S. DeKnight                | 10 kwietnia 2015   | 6 stycznia 2016             |
| Murdock i Page są na pogrzebie Uricha. Fisk dowiaduje się, że Gao i Owlsley spiskowali przeciwko niemu i to oni otruli Mariannę, bo stwierdzili, że go rozprasza. Owlsley szantażuje Fiska detektywem Hoffmanem, którego ukrył jako „polisę ubezpieczeniową”. Jednak Fisk się nie daje i zabija Owlsleya wrzucając go do szybu windowego. Murdock i Nelson godzą się i kontynuują współpracę na rzecz ujawnienia sprawy Fiska. Murdock odnajduje Hoffmana i przekonuje go, by zeznawał przeciwko Fiskowi. Na podstawie jego zeznań agenci federalni aresztują Fiska oraz jego współpracowników. Fiskowi udaje się uciec podczas transportu. Wykorzystując nowy strój od Pottera, Murdock pokonuje Fiska w brutalnej walce i oddaje w ręce policji. Marianna postanawia opuścić miasto. Murdock, Page i Nelson świętują swój sukces, a media nazywają mściciela „Daredevilem”. |    |                           |                   |                    |                                   |                    |                             |

## Produkcja

### Rozwój projektu

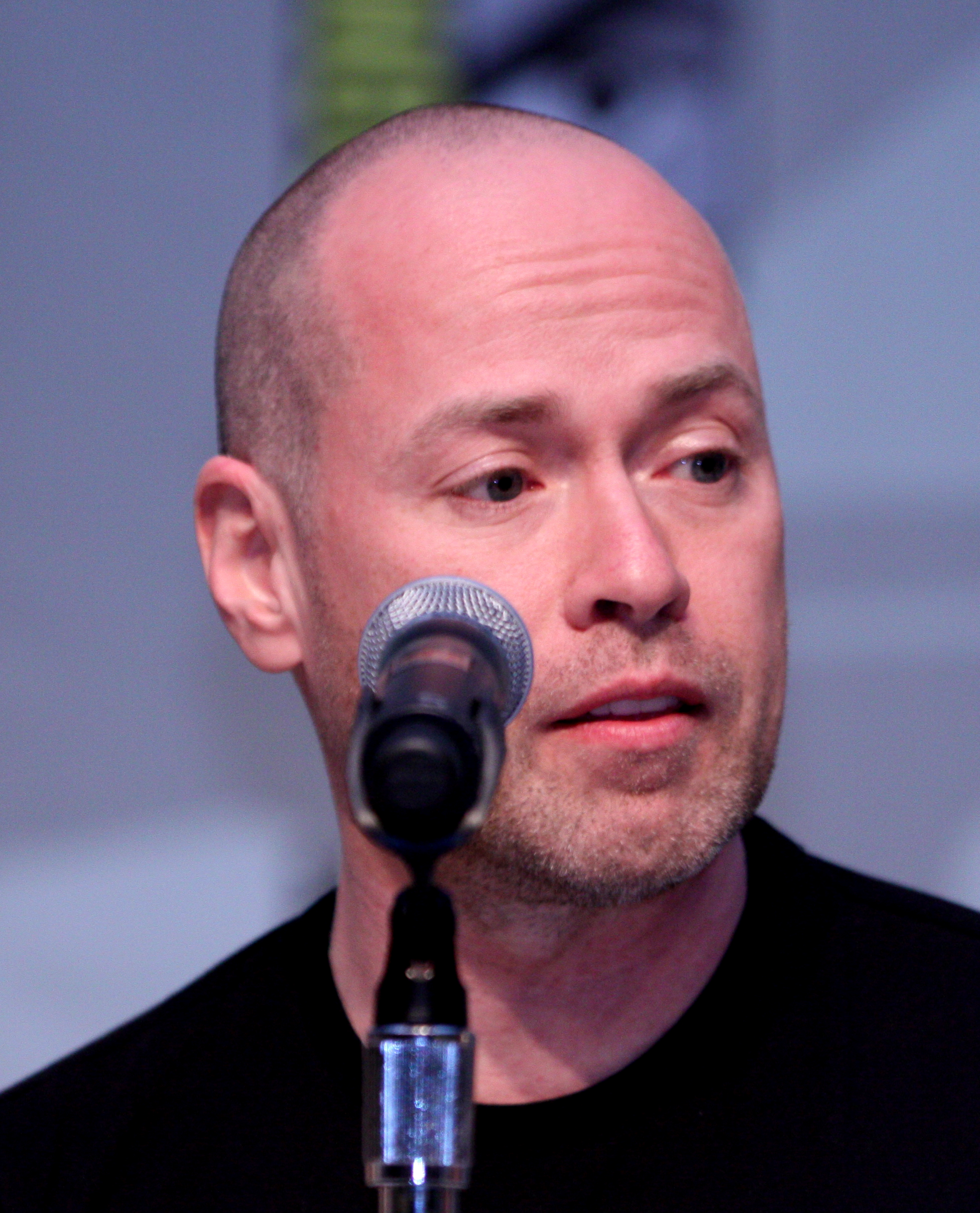
Steven S. DeKnight, showrunner pierwszego sezonu

W październiku 2013 roku podano do wiadomości, że w przygotowaniu są seriale na podstawie publikacji wydawnictwa Marvel Comics, które łącznie mają mieć 60 odcinków. Miesiąc później poinformowano, że będą to Daredevil, Jessica Jones, Luke Cage i Iron Fist, które doprowadzą do miniserii Defenders; ich dystrybucją serialową miał zająć się Netflix, a produkcją – ABC Studios i Marvel Television. W grudniu ujawniono, że Drew Goddard został zatrudniony na stanowisku showrunnera i producenta wykonawczego. W kwietniu 2014 roku Goddard jednak zrezygnował z pozycji showrunnera na rzecz pracy nad filmem The Sinister Six dla Sony Pictures Entertainment. Zastąpił go Steven S. DeKnight. Goddard, który napisał scenariusz do dwóch pierwszych odcinków, pozostał przy projekcie na stanowisku konsultanta. Poinformowano wtedy również, że pierwszy sezon będzie miał trzynaście odcinków.
Producentami wykonawczymi serialu obok Godddarda i DeKnighta zostali również Allie Goss, Kris Henigman, Cindy Holland, Alan Fine, Stan Lee, Joe Quesada, Dan Buckley, Jim Chory i Jeph Loeb. W produkcję pierwszego sezonu zaangażowane były również wytwórnie DeKnight Productions i Goddard Textiles. Budżet pierwszego sezonu wyniósł 56 milionów dolarów. Produkcja otrzymała dotację 14,3 miliona dolarów dzięki programowi New York Film & TV Tax Credit Program.

### Scenariusz
Nad scenariuszem do poszczególnych odcinków pracowali: Drew Goddard, Marco Ramirez, Joe Pokaski, Luke Kalteux, Douglas Petrie, Steven S. DeKnight, Christos Gage i Ruth Fletcher Gage.
Twórcy serialu zdecydowali się nie adaptować bezpośrednio żadnej historii z komiksów. DeKnight uznał, że ważniejsze było przekazanie ducha komiksów o Daredevilu. Przyznał, że przy wsparciu ze strony Netfliksa oraz ograniczeniami Marvela dotyczącymi ich własności, udało mu się wykorzystać materiał źródłowy i zachować szacunek dla postaci i ich historii. Vincent D’Onofrio porównał, że opowiadana historia w serialu ma format bardziej trzynastogodzinnego filmu niż serialu telewizyjnego i zauważył, że dzięki temu można poświęcić czas by bez pośpiechu i szczegółowo rozwinąć długą opowieść. Deborah Ann Woll uznała, że jeden z najważniejszych tematów w serialu są normalni ludzie mający wpływ na „okoliczności pozornie nie do pokonania”, przy czym nacisku nie położono na zdolności Daredevila ani kwalifikacje postaci, ale na jego gotowość do pomagania ludziom. Produkcja okazała się znacznie brutalniejsza od poprzednich odsłon Filmowego Uniwersum Marvela. DeKnight jednak uznał, że pokazanie przemocy seksualnej w pierwszym sezonie za zbędne.
DeKnight wyjawił, że rozważano różne możliwości, w jaki sposób zostanie ujawniony pseudonim „Daredevil”. Wśród pomysłów było sięgnięcie do „jednej z wersji komiksowych, w której, gdy Murdock był dzieckiem, ludzie szydzili z niego nazywając go Daredevil”, jednak to nie pasowało do serialu. Rozważano również, by Ben Urich nadał to imię, jednak postać została uśmiercona zanim pokazano Matta Murdocka w ostatecznej wersji kombinezonu. Zdecydowano się ostatecznie na nagłówek w gazecie. DeKnight ujawnił również, że podjęto decyzję, by nie wyjawiać pseudonimu „Kingpin” dla Wilsona Fiska w pierwszym sezonie, ponieważ nie nadarzyła się okazja na naturalny sposób w jaki alias ten mógłby pojawić się na ekranie, dlatego postanowiono zostawić to na później.
Akcja sezonu rozpoczyna się około dwóch lat po wydarzeniach ukazanych w filmie Avengers i przybliża to, w jaki sposób mieszkańcy dzielnicy Hell’s Kitchen w Nowym Jorku radzą sobie po ataku Chitauri na miasto. Emma Fleisher z Marvel Television wyjawiła, że Daredevil jest częścią Filmowego Uniwersum Marvela. W serialu wspomniana jest walka Jacka Murdocka, ojca Matta, z Carlem „Crusherem” Creelem, którego w drugim sezonie Agentów T.A.R.C.Z.Y. zagrał Brian Patrick Wade. Ponadto Matt Murdock wychowywał się w sierocińcu św. Agnieszki, w tym samym, w którym przebywała Daisy „Skye” Johnson z serialu Agenci T.A.R.C.Z.Y., a Firma Roxxon Oil pojawiła się wcześniej w innych produkcjach franczyzy. W gabinecie Bena Uricha na ścianach umiejscowiono oprawione wycinki z gazet z tytułami „Harlem Terror” i „Battle of New York”, który nawiązują do wydarzeń z filmów Incredible Hulk (2008) i Avengers (2012).
Twórcy rozważali wprowadzenie scen po napisach, zabiegu, który został zastosowany w filmach franczyzy, jednak było to niewykonalne ze względu na sposób, w jaki sposób Netflix rozpoczyna następne odcinki swoich seriali. Jedną z takich scen miała być ucieczka Lelanda Owlsleya z Nowego Jorku, podczas której miałby on być zabity przez Punishera. Ostatecznie Owlsley został zabity przez Fiska, a postać Punishera została wprowadzona w drugim sezonie serialu. Scena nie pokazywałaby twarzy aktora, ale zawierałaby kultowe insygnia czaszki postaci. Ostatecznie zdecydowano się na podobny zabieg do scen po napisach w odcinku „Stick”, gdzie na końcu odcinka umieszczono scenę zawierającą rozmowę Sticka i Stone’a, która miała zasugerować dalsze powiązania między serią, a innymi obszarami franczyzy.

### Casting
W maju 2014 roku ujawniono, że Charlie Cox zagra tytułowego bohatera. W czerwcu ujawniono, że w głównego antagonistę, Kingpina, wcieli się Vincent D’Onofrio oraz, że w serialu zagra Rosario Dawson. W lipcu do obsady dołączyli: Elden Henson jako Foggy Nelson i Deborah Ann Woll jako Karen Page. W październiku ujawniono, że Dawson zagra Claire Temple, a do obsady dołączyli również Ajjelet Zurer jako Vanessa Marianna, Bob Gunton jako Leland Owlsley, Toby Leonard Moore jako James Wesley i Vondie Curtis-Hall jako Ben Urich.
W lipcu 2014 roku do obsady dołączył Peter Shinkoda w roli drugoplanowej. „Deadline Hollywood” poinformował, że zagra on postać o imieniu Hachiro, jednak w marcu 2015 roku ujawniono, że zagra on Nobu Yoshiokę. Wyjawiono wtedy również, że w serialu zagrają również: Rob Morgan jako Turk Barrett, Wai Ching Ho jako Gao oraz Nikolai Nikolaeff jako Vladimir Ranskahkov.
W rolach drugoplanowych wystąpili również: Geoffrey Cantor jako Mitchell Ellison, Judith Delgado jako Elena Cardenas, Daryl Edwards jako Carl Hoffman, Royce Johnson jako Brett Mahoney, Adriane Lenox jako Doris Urich, Peter McRobbie jako Paul Lantom, Amy Rutberg jako Marci Stahl, Chris Tardio jako Christian Blake, Susan Varon jako Josie i Tom Walker jako Francis.

### Scenografia i kostiumy
Scenografię przygotował Loren Weeks. W kwestii mieszkania Matta Murdocka otrzymał on dwie wytyczne, jedną od Stevena S. DeKnighta, a drugą od Joego Quesady. DeKnight chciał „przebudowanej przestrzeni przemysłowej”, a Quesada stwierdził, że „musi to być ikoniczna przestrzeń”. W związku z tym Weeks zaaranżował poddasze starego budynku produkcyjnego wyjaśniając, że „masywne drewniane kratownice zaczynały się na zewnętrznej ścianie na wysokości 7 stóp nad podłogą i pięły się w górę w kierunku środka przestrzeni na poddaszu. Zabieg ten miał na celu wizualne przesunięcie oka w górę, do środkowej przestrzeni na drugim piętrze. Schody prowadziły do wyjścia na dach, a przestrzeń zwieńczyły wielokolorowe szklane okna. Zamiarem było zasugerowanie przezroczystych okien kościoła, a schody miały nadać cel i stworzyć podróż na dach, jego podróż od Matta do Daredevila”. W przypadku biura kancelarii główną inspirację stanowił komiks Daredevil: Yellow autorstwa Jepha Loeba.
Kostiumy do pierwszego sezonu serialu zaprojektowała Stephanie Maslansky, która przygotowując się do pracy zapoznała się ze scenariuszami pierwszych dwóch odcinków i zarysami scenariuszy do kolejnych epizodów oraz z wymaganiami do akrobacji kaskaderskich. Matt Murdock rozpoczyna pierwszy sezon w czarnym kostiumie, który inspirowany był komiksem Daredevil: The Man Without Fear autorstwa Franka Millera. Zastosowano ten zabieg, by podkreślić przemianę Murdocka w Daredevila, a kostium w trakcie sezonu ewoluował wraz z rozwojem postaci. Quesada opracował koncepcję wyglądu Murdocka w oparciu o wytyczne DeKnighta. DeKnight ujawnił, że na etapie projektowania „próbowaliśmy praktycznie wszystkiego, jeśli chodzi o projekt. Eksperymentowaliśmy z wieloma różnymi nakryciami głowy. Jedną z wersji była maska narciarska z zaszytymi oczami. Próbowaliśmy wszystkiego, aż znaleźliśmy coś, co po prostu uznaliśmy za dobre”. DeKnight i Quesada wyjaśnili, że pomysł polegał na tym, by Murdock zaczął od stroju domowej roboty, który bardziej pasuje do „realnego świata” serii, a następnie został przerobiony na klasyczny kombinezon Daredevila. Maslansky wspomniała, że showrunnerzy chcieli, by strój „wyglądał jak coś, co Matt Murdock mógłby sam zrobić, zamówić w Internecie, albo kupić na mieście... ostatecznie wybraliśmy najbardziej praktyczny strój. Jego góra to koszulka kompresyjna, a spodnie pochodziły ze sklepu wojskowego”. Jeśli chodzi o czarną maskę, Maslansky zwróciła uwagę, że wymagana była równowaga między estetyką a bezpieczeństwem oraz, że została ona wykonana z warstw bawełnianej siatki, które były dopasowane do głowy, ale także pozwalały Charliemu Coxowi przez nią widzieć.
W przypadku czerwonego kostiumu Maslansky wyjaśniła, że „chcieliśmy czegoś, co wyglądałoby militarnie i funkcjonalnie, ale także dramatycznie i seksownie”, dodając, że uczynienie go praktycznym było trudne. Przy procesie tworzenia tego kostiumu, Quesada skontaktował się z Ryanem Meinerdingiem oraz z zespołem projektantów w Marvel Studios, którzy przedstawili swoje pomysły. Ostatecznie wybrano pomysł Meinerdinga. Quesada, który wcześniej pracował przy komiksach o Daredevilu, przedstawił kilka sugestii, w tym włączenie do kombinezonu elementów tego, jak powstał Nowy Jork, co doprowadziło do użycia nitów i „architektonicznych” kształtów. Broń Daredevila, pałki, zostały zaprojektowane przez Andy’ego Parka. DeKnight wyjaśnił, że kombinezon nie ma emblematu „DD” na piersi, jak w komiksach, ponieważ Murdock otrzymał swój pseudonim dopiero po pokazaniu się w kostiumie. Uważał również, że emblemat był „jednym z bardziej problematycznych w świecie superbohaterów”, a kostium Daredevila z komiksów był „bardzo trudny do przeniesienia na ekran, zwłaszcza w świecie, który jest przyziemny i surowy”.
Większość męskich postaci w serialu przeważnie nosi garnitury, w przypadku których Maslansky czuła się komfortowo dzięki doświadczeniu po pracy przy serialu Białe kołnierzyki (2009–2014). Garnitury, które nosi Murdock różnią się bardziej fakturą niż kolorem, ponieważ Murdock nie może zobaczyć jakiego koloru jest jego ubranie. Ze względu na to, że Cox trenował cały czas podczas pracy nad serialem, rozmiar jego ubrań ulegał zmianie. Przy wyborze okularów przeciwsłonecznych Maslansky współpracowała z Michaelem Jortnerem, który odpowiadał w serialu za rekwizyty. W przypadku postaci kobiecych Maslansky przyjrzała się ich historiom. Dla Karen Page, która marzyła o życiu w Nowym Jorku na wzór Katharine Hepburn i Lauren Bacall, wybrała wąskie spodnie i obcisłe topy oraz dopasowane sukienki. Natomiast dla Vanessy Marianny, tajemniczej femme fatale, bardziej luksusowe ubrania, odwołując się do postaci Wilsona Fiska, który „nie poleciałby na byle jaką laskę w starych dżinsach i koszulce”.

### Zdjęcia i postprodukcja
W lutym 2014 roku poinformowano, że serial będzie kręcony w Nowym Jorku. W kwietniu tego samego roku Joe Quesada uściślił, że będą to przede wszystkim okolice Brooklynu i Long Island City, które nadal przypominają stare Hell’s Kitchen. Zdjęcia rozpoczęły się w lipcu 2014 roku pod roboczym tytułem Bluff, a prace na planie zakończono 21 grudnia tego samego roku. Za zdjęcia odpowiadał Matthew J. Lloyd.
Lokacje w Nowym Jorku obejmowały między innymi: Williamsburg, Greenpoint i Bushwick na Brooklynie oraz Abe Lebewohl Park na East Village, kręgielnia Whitestone Lanes na Flushing w Queens, oraz budynki New York State Supreme Court, Brooklyn Borough Hall, Brooklyn College, Rockefeller Center i Honeywell Bridge na Long Island City.
Odcinek „Cutman” kończy się długą sekwencją akcji nakręconą w jednym ujęciu. Steven S. DeKnight nazwał to „najbardziej skomplikowaną sceną akcji” w serialu, ze względu na trudności techniczne w jej sfilmowaniu. Uświadomili mu to Drew Goddard i Phil Abraham, który odpowiadał za reżyserię tego odcinka oraz Philip J Silvera, który koordynował kaskaderów. Silvera wyjawił, że zaplanowanie i skoordynowanie sceny walki zajęło kilka dni, w przeciwieństwie do filmu, gdzie zajęłoby to „co najmniej kilka tygodni”. Ostatecznie scena zawiera kilka płynnych zamian między aktorami i kaskaderami, ale została nakręcona bez cięć. Film Raid (2011) posłużył DeKnightowi jako inspiracja do nakręcenia tej sceny.
DeKnight zwrócił uwagę również na scenę w odcinku „We krwi”, w której Fisk miażdży głowę Anatolijowi Ranskahkovi drzwiami samochodu. Zauważył, że takie seriale, jak Spartakus (2010–2013) i Żywe trupy (2010–2022) pokazałyby zmiażdżenie głowy, co uważał za „właściwy wybór” dla tych produkcji, ale w przypadku Daredevila „zrobiliśmy coś w stylu Psychozy, pokazaliśmy następstwa, ale nie moment, jak drzwi samochodu miażdżą mu głowę. Dodaliśmy odpowiednie efekty dźwiękowe, absolutnie. To bardzo niepokojąca scena bez przekraczania granicy horroru”.
Efektami specjalnymi zajmowało się studio Shade VFX, które pracowało nad około tysiącem ujęć. Odpowiadał za nie Bryan Goswin. Praca studia w głównej mierze polegała na tworzeniu cyfrowych sobowtórów, gdy akrobacje kaskaderskie nie były bezpieczne dla samych aktorów lub dublerów oraz efekty specjalne krwawych uderzeń i ran. Shade VFX pracowało również nad ujęciem, które pokazuje widowni sposób, w jaki widzi Matt Murdock za pomocą wyostrzonych zmysłów. DeKnight wyjaśnił dlaczego pojawiło się ono tylko raz w sezonie. Początkowo planowano, by pokazać to kilka razy, ale w przypadku odcinka „Stick” zabrakło czasu na ich dopracowanie, a w odcinku „Daredevil” uznano, że źle wpłynie to na efekt końcowy sceny.

## Muzyka
W październiku 2014 roku poinformowano, że do skomponowania muzyki zatrudniono Johna Paesano. Praca nad muzyką do jednego odcinka zajmowała mu od czterech do pięciu dni. Oszacował, że na jeden odcinek przypadło około 25–30 minut muzyki. Paesano wyjawił, że Steven S. DeKnight „miał bardzo jasną wizję tego, czego chciał... muzykę, którą można było poczuć, a niekoniecznie usłyszeć”. W rezultacie skomponował bardziej minimalistyczną ścieżkę dźwiękową niż w przypadku typowych produkcji o superbohaterach. Kiedy jednak pojawia się klasyczny strój Daredevila, Peesano zdecydował się na to, by była ona bliższa produkcjom Filmowego Uniwersum Marvela. Większość muzyki została wyprodukowana elektronicznie, chociaż tam, gdzie było to możliwe, używano prawdziwych instrumentów, między innymi wiolonczeli. Zamiast perkusji Paesano zdecydował się użyć powolnie pulsującego bicia serca, które było zgodne z minimalistycznym podejściem serii i wiązało się z faktem, że Daredevil słyszy bicie serca ludzi w serialu. Paesano napisał sekwencję tytułową wspólnie z Bradenem Kimballem. Marvel’s Daredevil: Original Soundtrack Album został wydany cyfrowo 27 kwietnia 2015 roku przez Hollywood Records. 9 listopada 2016 roku ścieżka dźwiękowa została wydana na płycie gramofonowej.
| Marvel’s Daredevil: Original Soundtrack Album – 2015 | Marvel’s Daredevil: Original Soundtrack Album – 2015 | Marvel’s Daredevil: Original Soundtrack Album – 2015 | Marvel’s Daredevil: Original Soundtrack Album – 2015 |
| Nr                                                   | Tytuł utworu                                         | Muzyka                                               | Długość                                              |
| ---------------------------------------------------- | ---------------------------------------------------- | ---------------------------------------------------- | ---------------------------------------------------- |
| 1.                                                   | „Main Title”                                         | J. Paesano, B. Kimball                               | 1:04                                                 |
| 2.                                                   | „Fogwell’s Gym”                                      | J. Paesano                                           | 3:53                                                 |
| 3.                                                   | „Battlin’ Jack Murdock”                              | J. Paesano                                           | 3:05                                                 |
| 4.                                                   | „Hallway Fight”                                      | J. Paesano                                           | 4:26                                                 |
| 5.                                                   | „Union Allied”                                       | J. Paesano                                           | 1:51                                                 |
| 6.                                                   | „Passenger Side”                                     | J. Paesano                                           | 2:57                                                 |
| 7.                                                   | „A World on Fire”                                    | J. Paesano                                           | 1:26                                                 |
| 8.                                                   | „Ben Urich”                                          | J. Paesano                                           | 3:09                                                 |
| 9.                                                   | „Stick”                                              | J. Paesano                                           | 2:11                                                 |
| 10.                                                  | „Wilson Fisk”                                        | J. Paesano                                           | 4:38                                                 |
| 11.                                                  | „Worthy Opponents”                                   | J. Paesano                                           | 2:28                                                 |
| 12.                                                  | „Avocados at Law”                                    | J. Paesano                                           | 1:42                                                 |
| 13.                                                  | „Man of Ill Intent”                                  | J. Paesano                                           | 3:45                                                 |
| 14.                                                  | „The Suit”                                           | J. Paesano                                           | 5:43                                                 |
| 15.                                                  | „Daredevil”                                          | J. Paesano                                           | 1:41                                                 |
|                                                      |                                                      |                                                      | 43:59                                                |

## Promocja
W październiku 2014 roku, podczas New York Comic Conu zaprezentowano fragmenty serialu. 7 stycznia 2015 roku został zaprezentowany plakat multimedialny pierwszego sezonu wraz z datą emisji. 3 lutego przedstawiono zapowiedź zwiastuna, który miał premierę dzień później, 4 lutego. 10 marca został zaprezentowany drugi zwiastun. 17 i 19 marca zostały pokazane dwa kolejne plakaty multimedialne. Pierwszy z nich ukazywał przemianę Matta Murdocka w Dardevila, natomiast drugi przedstawiał pełną obsadę na tle dzielnicy Hell’s Kitchen.
2 kwietnia odbył się uroczysty pokaz dwóch odcinków w Los Angeles, podczas którego pojawiła się obsada, ekipa produkcyjna filmu oraz zaproszeni goście, między innymi aktorzy z innych produkcji Filmowego Uniwersum Marvela. Przed premierą sezonu w dwunastu miastach na świcie rozpoczęto uliczny marketing, a artyści z całego świata stworzyli w nich murale go promujące.

## Odbiór

### Oglądalność
Netflix nie publikuje zestawień oglądalności swoich produkcji, lecz wraz z serwisem „Variety” przygotował zestawienie najpopularniejszych seriali, w którym zwyciężył Daredevil, obejrzany przez 11% abonentów platformy w ciągu pierwszych 11 dni. Serial zdetronizował dotychczasowego lidera, House of Cards, który zanotował wynik 6,5%.
Daredevil po tygodniu od premiery znalazł się na drugim miejscu wśród najczęściej nielegalnie oglądanych seriali, zaraz za Grą o tron. W tym czasie pobrano go ponad 2 miliony razy.

### Krytyka w mediach
Pierwszy sezon serialu spotkał się z pozytywną oceną krytyków. W serwisie Rotten Tomatoes 99% z 72 recenzji uznano za pozytywne, a średnia ocen wystawionych na ich podstawie wyniosła 8,1/10. Na portalu Metacritic średnia ważona ocen z 22 recenzji wyniosła 75 punktów na 100.
Liz Shannon Miller z Indie Wire stwierdziła, że „Charlie Cox jest idealny w roli Matta Murdocka... Wciela się w tę rolę tak doskonale, że sprawia, że zapominamy o istnieniu filmu z 2003 roku”. Kevin Sullivan z „Entertainment Weekly” uznał, że „Daredevil rozpoczyna się od wyciągnięcia najlepszych elementów z Filmowego Uniwersum Marvela (skupienie się na postaci głównego bohatera, odpowiednia ilość samoświadomości i klarowna akcja) i bardzo dobrze wykorzystuje je w formacie telewizyjnym”. Hank Stuever z „The Washington Post” zauważył, że „ktoś majstruje przy pokrętłach – ktoś, kto naprawdę pragnie znaleźć w końcu odpowiedni ton dla takich rzeczy”. Oliver Sava z The A.V. Club zauważył, że jest to „najmroczniejszy projekt studia, zarówno pod względem tonu, jak i wizualnie; to brutalna seria skierowana do dorosłej publiczności, zajmująca się bardziej dojrzałymi tematami niż zwykłe produkcje o superbohaterach Marvela”. Brian Lowry z „Variety” ocenił pierwszy sezon Daredevila jako „mroczny, ponury i brutalny, zręcznie wyprodukowany, przedstawiający niewidomego bohatera jako Batmana w wersji Marvela, zamaskowanego mściciela, który jest równie skłonny dać się pobić, jak i bić złych facetów”. Matt Fowler z IGN napisał, że jest to „ekscytujące, bardzo satysfakcjonujące podejście do materiału źródłowego o Daredevilu”.
Szymon Radzewicz z portalu sPlay.pl napisał: „Daredevil zniszczył mi weekend. To najlepszy, najbardziej dojrzały serial Marvela. Nie byłem w stanie się oderwać. Trzynaście odcinków połknąłem w zastraszającym tempie, korzystając z kapitalnej polityki wydawniczej Netfliksa. Na tle Agentów T.A.R.C.Z.Y. oraz Agent Carter Daredevil jest mrocznym, poważnym i dojrzałym dziełem, które powinno uchodzić za wzór dla producentów seriali o mścicielach”. Oskar Rogowski z NaEkranie.pl ocenił, że „Daredevil to produkcja wybijająca się ponad standardy seriali – nie tylko w tematyce superbohaterów, ale ogólnie akcji. Marvel po raz kolejny pokazuje geniusz w doborze aktorów i sprawnym prowadzeniu fabuły, wplatając elementy humoru nawet w tak poważnej produkcji. Cały sezon, jak niewiele innych seriali, przypomina bardziej produkcję filmową niż telewizyjną i w pewien sposób obnaża sztuczność oraz niedopracowania konkurencji”. Katarzyna Czajka z tygodnika „Polityka” napisała, że „bohaterowie Marvela też potrafią być mroczni i poważni. I jest im z tą powagą bardzo do twarzy”. Michał Kaczoń z miesięcznika „Film” stwierdził, że „najnowszy serial Marvela wpisuje się w panujący obecnie trend, jak największego urealnienia, ale także umrocznienia opowieści. Poza oczywistą przesadą związaną z radioaktywnym elementem, dzięki któremu Matt zyskał swoje dodatkowe umiejętności, serial stara się być jak najbardziej wiarygodną historią, trzymającą się realiów”.

### Nagrody i nominacje
| Rok  | Ceremonia                                   | Kategoria                                                           | Nominowani | Rezultat  | Przypis         |
| ---- | ------------------------------------------- | ------------------------------------------------------------------- | --- | --------- | --------------- |
| 2015 | Helen Keller Awards                         | Nagroda specjalna                                                   | Charlie Cox | Wygrana   | [ 108 ]         |
| 2015 | Online Film & Television Association Awards | Najlepsza nowa sekwencja tytułowa                                   | Daredevil | Wygrana   | [ 109 ]         |
| 2015 | Primetime Creative Arts Emmy Awards         | Najlepsze drugoplanowe efekty specjalne                             | David Van Dyke, Bryan Godwin, Karl Coyner, Steve J. Sanchez, Julie Long, Pedro Tarrago, Neiko Nagy, Moshe Swed (za odcinek „O wilku mowa”)       | Nominacja | [ 110 ]         |
| 2015 | Primetime Creative Arts Emmy Awards         | Najlepszy montaż dźwięku w serialu                                  | Lauren Stephens, Jordan Wilby, Joshua Chase, Christain Buenaventura, Gregory Vines, Alicia Stevenson, Dawn Lundsford (za odcinek „O wilku mowa”) | Nominacja | [ 110 ]         |
| 2015 | Primetime Creative Arts Emmy Awards         | Najlepsza czołówka                                                  | Patrick Clair, Andrew Romatz, Miguel Salek, Shahana Kahn                                                                                         | Nominacja | [ 110 ]         |
| 2015 | Nagrody Gildii Aktorów Ekranowych           | Najlepszy zespół kaskaderski w serialu komediowym lub dramatycznym  | Daredevil | Nominacja | [ 111 ]         |
| 2015 | EWwy Awards                                 | Najlepszy aktor drugoplanowy w serialu dramatycznym                 | Vincent D’Onofrio | Nominacja | [ 112 ]         |
| 2015 | Camerimage                                  | Najlepsze zdjęcia w pilocie serialu                                 | Matthew J. Lloyd | Nominacja | [ 113 ]         |
| 2016 | VES Awards                                  | Najlepsze efekty specjalne w odcinku serialu                        | Bryan Godwin, David Van Dyke, Karl Coyner, Julie Long, Johann Kunz (za odcinek „O wilku mowa”)                                                   | Nominacja | [ 114 ]         |
| 2016 | Golden Reel Awards                          | Najlepszy montaż dźwięku w odcinku serialu – dialogi i technika ADR | Lauren Stephens, Christian Buenaventura (za odcinek „Ring”)                                                                                      | Nominacja | [ 115 ]         |
| 2016 | Saturn Awards                               | Najlepszy aktor w serialu telewizyjnym                              | Charlie Cox | Nominacja | [ 116 ] [ 117 ] |
| 2016 | Saturn Awards                               | Najlepszy aktor drugoplanowy w serialu telewizyjnym                 | Vincent D’Onofrio | Nominacja | [ 116 ] [ 117 ] |
| 2016 | Saturn Awards                               | Najlepszy występ gościnny                                           | Scott Glenn | Nominacja | [ 116 ] [ 117 ] |
| 2016 | Saturn Awards                               | Najlepszy serial w nowych mediach                                   | Daredevil | Wygrana   | [ 116 ] [ 117 ] |
| 2016 | Empire Awards                               | Najlepszy serial telewizyjny                                        | Daredevil | Nominacja | [ 118 ]         |